# Alloxantha novellae
Alloxantha novellae es una especie de coleóptero de la familia Oedemeridae.

## Distribución geográfica
Es endémico de Gran Canaria, en las islas Canarias (España)